# 135-й меридіан західної довготи
135-й меридіан західної довготи — лінія довготи, що лежить на 135 градусів західніше Гринвіцького меридіана. Вона проходить від Північного полюса через Північний Льодовитий океан, Північну Америку, Тихий океан, Південний океан та Антарктиду до Південного полюса.
135-й меридіан західної довготи формує велике коло разом із 45-тим меридіаном східної довготи.
Це центральний меридіан часового поясу UTC-9, також відомого як Аляскинський час.

## Список географічних об'єктів, що перетинає 135° зх. д.
Починаючи на Північному полюсі та рухаючись до Південного полюса, 135-й меридіан західної довготи проходить через:
| Координати                                                   | Країна, територія або море | Примітки |
| ------------------------------------------------------------ | -------------------------- | --- |
| 90°0′ пн. ш. 135°0′ зх. д. / 90.000° пн. ш. 135.000° зх. д.  | Північний Льодовитий океан | |
| 74°33′ пн. ш. 135°0′ зх. д. / 74.550° пн. ш. 135.000° зх. д. | Море Бофорта               | |
| 69°28′ пн. ш. 135°0′ зх. д. / 69.467° пн. ш. 135.000° зх. д. | Канада                     | Північно-Західні території — проходить через острів Річардс[en] і материк Юкон — проходить східніше Вайтгорс Британська Колумбія |
| 59°19′ пн. ш. 135°0′ зх. д. / 59.317° пн. ш. 135.000° зх. д. | США                        | Аляска — проходить через Південно-Східну Аляску                                                                                  |
| 58°47′ пн. ш. 135°0′ зх. д. / 58.783° пн. ш. 135.000° зх. д. | Затока Лінн-Канал          | |
| 58°31′ пн. ш. 135°0′ зх. д. / 58.517° пн. ш. 135.000° зх. д. | США                        | Аляска — проходить через острови Лінкольн[en]                                                                                    |
| 58°29′ пн. ш. 135°0′ зх. д. / 58.483° пн. ш. 135.000° зх. д. | Lynn Canal                 | Проходить західніше острова Адміралтейський, Аляска, США                                                                         |
| 58°3′ пн. ш. 135°0′ зх. д. / 58.050° пн. ш. 135.000° зх. д.  | США                        | Аляска — проходить через острови Чичагова і Баранова                                                                             |
| 56°29′ пн. ш. 135°0′ зх. д. / 56.483° пн. ш. 135.000° зх. д. | Тихий океан                | |
| 23°6′ пд. ш. 135°0′ зх. д. / 23.100° пд. ш. 135.000° зх. д.  | Французька Полінезія       | Проходить через острів Мангарева                                                                                                 |
| 23°7′ пд. ш. 135°0′ зх. д. / 23.117° пд. ш. 135.000° зх. д.  | Тихий океан                | |
| 60°0′ пд. ш. 135°0′ зх. д. / 60.000° пд. ш. 135.000° зх. д.  | Південний океан            | |
| 74°31′ пд. ш. 135°0′ зх. д. / 74.517° пд. ш. 135.000° зх. д. | Антарктида                 | Проходить через Землю Мері Берд, на яку жодна країна не претендує                                                                |